# Junik
Junik (in serbo Јуник?, Junik, in albanese Junik) è un comune del Kosovo appartenente al distretto di Gjakova, nella regione geografica della Metochia. Secondo il censimento del 2024, la cittadina di Junik aveva 3943 abitanti.
La prima amministrazione comunale s'insediò nel gennaio 2010, in seguito alle elezioni amministrative tenute alla fine del 2009, staccando una parte del territorio del comune di Deçan/Dečani. Il governo della Repubblica Serba non ha riconosciuto la creazione del nuovo comune, che considera quindi ancora parte di Dečani.
Junik è situata tra Deçan/Dečani e Gjakova/Đakovica, lungo il confine montuoso con l'Albania. È abitata quasi esclusivamente da albanesi e ha un'economia basata essenzialmente sull'agricoltura.
A Junik sono nati l'ex pugile Luan Krasniqi, campione europeo dei pesi massimi nel 1996, e il poeta di lingua albanese Din Mehmeti.

## Geografia antropica
Il comune si divide nei seguenti insediamenti: 
- Junik
- Jasiq / Jasić-Đocaj (Јасић-Ђоцај)[4]
- Gjocaj / Jasić-Đocaj (Јасић-Ђоцај)[4]

## Società

### Composizione etnica
| Composizione etnica |          |       |       |      |             |      |                |      |        |
| Anno/Etnia          | Albanesi | %     | Altri | %    | Sconosciuta | %    | Senza risposta | %    | Totale |
| 2011                | 6 069    | 99,75 | 4     | 0,07 | 2           | 0,03 | 9              | 0,15 | 6 084  |